# Parafia św. Jadwigi Królowej w Żabieńcu
Parafia pw. Świętej Jadwigi Królowej w Żabieńcu – parafia rzymskokatolicka należąca do dekanatu piaseczyńskiego, archidiecezji warszawskiej, metropolii warszawskiej Kościoła katolickiego.

## Historia
Parafia została erygowana przez kard. Józefa Glempa, prymasa Polski, dekretem z 15 lutego 1988 roku. Funkcję pierwszego proboszcza piastował ks. Stanisław Baranowski.

### Kościół parafialny
Kościół parafialny pw. św. Jadwigi w Źabieńcu powstał w l. 90. według projektu architekta Feliksa Henryka Dzierżanowskiego.